# Bauen
Bauen is een gemeente en plaats in het Zwitserse kanton Uri.
Bauen telt 172 inwoners.